# Sunfish Holy Breakfast
Sunfish Holy Breakfast è un mini-album del gruppo musicale statunitense Guided by Voices, pubblicato nel 1996 negli Stati Uniti d'America dalla Matador Records. Venne pubblicato nello stesso giorno di un secondo EP, Plantations of Pale Pink.

## Tracce
Tutti i brani sono stati scritti da Robert Pollard, eccetto dove indicato diversamente.
Lato A
1. Jabberstroker (Tobin Sprout) – 2:39
2. Stabbing a Star– 1:41
3. Canteen Plums – 1:15
4. Beekeeper Seeks Ruth (R. Pollard, Sprout) – 2:37
5. Cocksoldiers and Their Postwar Stubble – 3:29

Lato B
1. A Contest Featuring Human Beings (R. Pollard, Sprout) – 1:07
2. If We Wait – 2:53
3. Trendspotter Acrobat (Jim Greer) – 1:47
4. The Winter Cows (R. Pollard, Sprout) – 2:04
5. Heavy Metal Country – 3:16